# Wieden (Wien)
Die Wieden ist der 4. Wiener Gemeindebezirk und liegt innerhalb des Gürtels, der an Stelle des ehemaligen Linienwalls angelegt wurde. Der Bezirk entstand 1850 durch Eingemeindung mehrerer Vorstädte, 1861 wurde er geteilt und verlor einen Teil seiner Fläche an den neu geschaffenen 5. Bezirk, Margareten. Die Wieden ist ein typischer innerer Bezirk, ein dichtbesiedeltes Gebiet mit wenigen Grünflächen. Der Bezirksname wird mit dem weiblichen Artikel verwendet, also „die Wieden“ bzw. „auf der Wieden“.

## Geographie

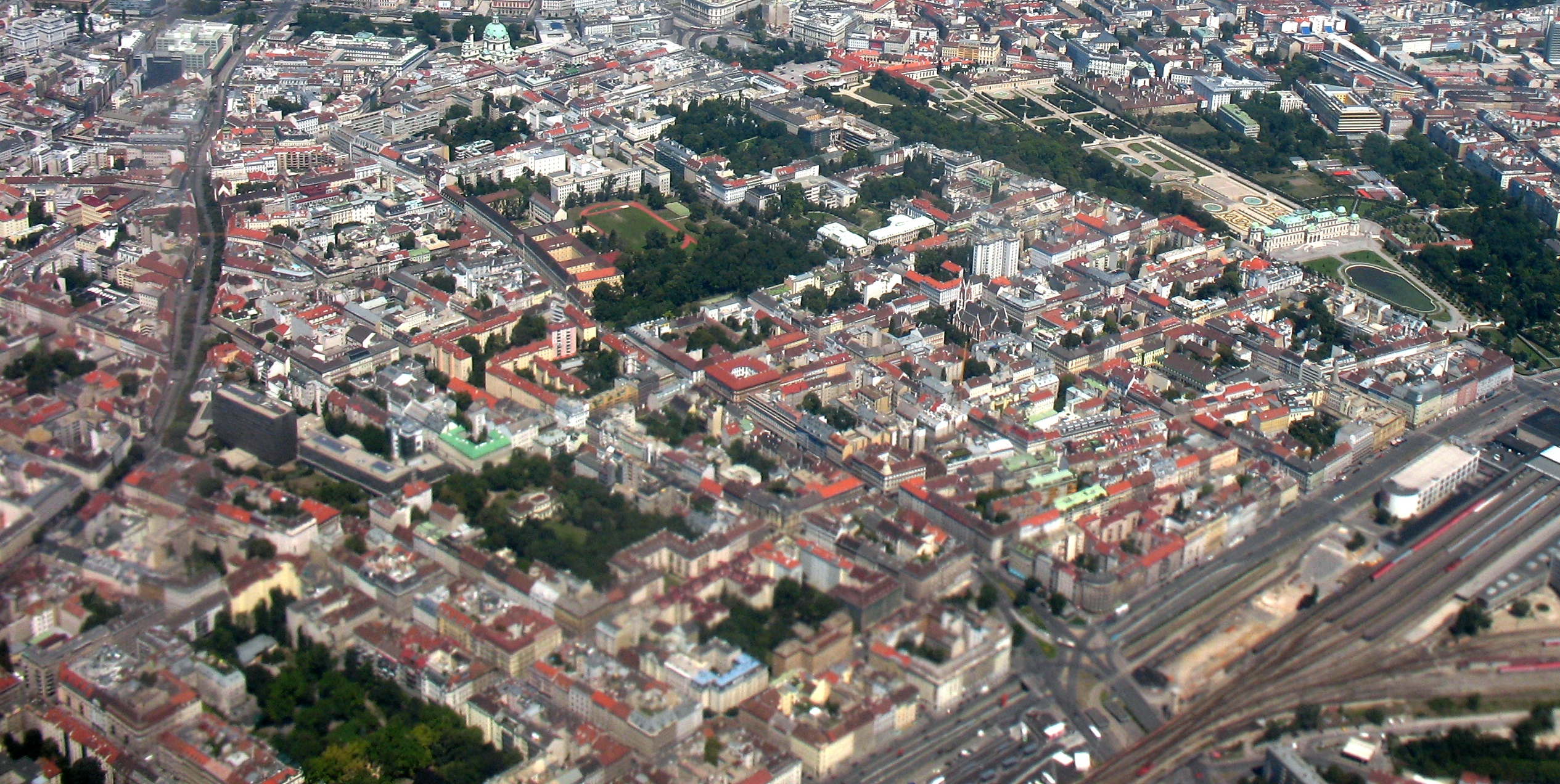
Luftbild des 4. Bezirks, Blick von Südwesten (2007, vor Abriss des rechts unten zu sehenden Südbahnhofes)

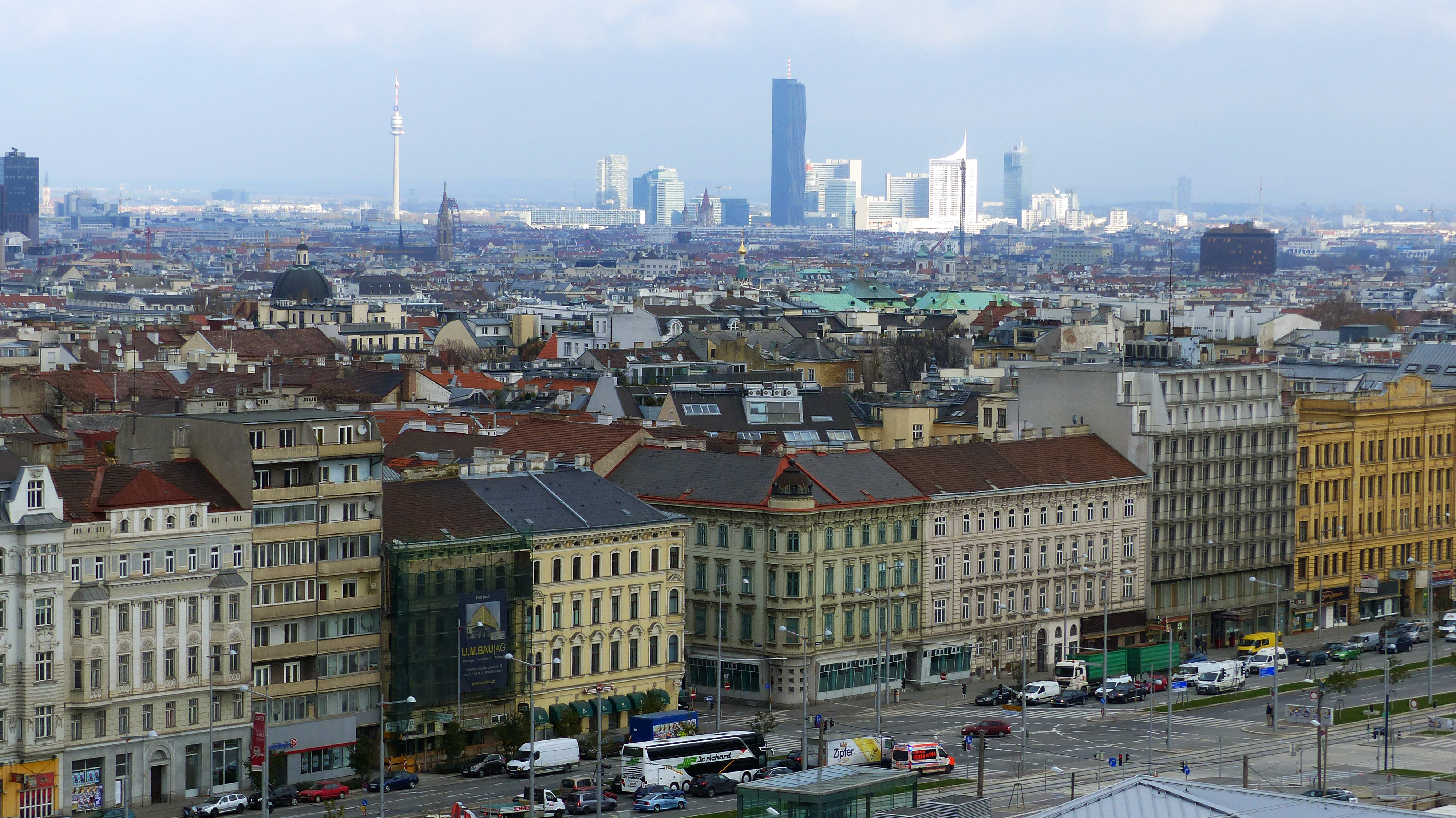
Blick über die Wieden. Im Hintergrund die Donau City

### Lage
Die Wieden wird wie folgt begrenzt:
- Norden: Innere Stadt (1. Bezirk), Grenze: Karlsplatz (entlang Trasse der U4) und Lothringerstraße, südliche Häuserfront[3]
- Osten: Landstraße (3. Bezirk), Grenze: Schwarzenbergplatz und Prinz-Eugen-Straße
- Süden: Favoriten (10. Bezirk), Grenze: vorher: nördliche Kante der Südbahnanlagen (knapp südlich des Gürtels), seit 2009: südlicher Rand der Gürtel-Hauptfahrbahn[4][5]
- Westen: Margareten (5. Bezirk), Grenze: Kettenbrückengasse, Margaretenstraße, Kleine Neugasse, Mittersteig, Ziegelofengasse, Blechturmgasse bis zum Gürtel
- Nordwesten: Mariahilf (6. Bezirk), Grenze: Rechte Wienzeile, nördliche Gehsteigkante zum Naschmarkt[6]

Der 4. Bezirk wird von Nordost nach Südwest von der Wiedner Hauptstraße durchquert, von Norden nach Süden von der Favoritenstraße. Seit einer Grenzänderung im Jahr 2009 gehört kein Teil des Naschmarktes mehr zum 4. Bezirk.

### Nutzung
Die Baufläche der Wieden beträgt 67,4 % (Wienweit 33,32 %), wobei rund 77,9 % auf Wohnbaugebiet entfällt. Mit ca. 26 % nimmt die Verkehrsfläche den zweitgrößten Anteil der Bezirksfläche ein (Wienweit 13,75 %). Die Grünflächen nehmen nur 6,56 % der Bezirksfläche ein (Wienweit 48,26 %), wobei 85,5 % für Parkanlagen genutzt werden. Fünf andere Bezirke haben jedoch noch weniger Grünanteil als die Wieden. Wälder, Kleingärten, Sport- oder Freizeitflächen sowie landwirtschaftlich genutzte Flächen sind auf der Wieden nicht vorhanden.
| Baufläche | Baufläche      | Baufläche                 | Grünfläche     | Grünfläche | Grünfläche | Grünfläche | Grünfläche  | Grünfläche       | Gewässer | Verkehrsflächen |
| 121,07    | 121,07         | 121,07                    | 17,7           | 17,7       | 17,7       | 17,7       | 17,7        | 17,7             | 0        | 45,4            |
| --------- | -------------- | ------------------------- | -------------- | ---------- | ---------- | ---------- | ----------- | ---------------- | -------- | --------------- |
| Wohnbau   | Betriebsgebiet | öffentliche Einrichtungen | Landwirtschaft | Parks      | Wälder     | Wiesen     | Kleingärten | Freizeit-Flächen |          |                 |
| 94,29     | 6,07           | 12,8                      | 0              | 12,1       | 0          | 0          | 0           | 5,6              |          |                 |

### Bezirksteile
Die Bezirksteile der Wieden sind Wieden, der östliche Teil von Hungelbrunn sowie der Schaumburgergrund. Sie gehen auf ehemals selbstständige Ortschaften zurück, haben in der politischen Verwaltung jedoch keine Bedeutung.
Eine Gliederung des Bezirksgebiets besteht heute in den Zählbezirken der amtlichen Statistik, in denen die Zählsprengel des Gemeindebezirks zusammengefasst sind. Die vier Zählbezirke auf der Wieden sind Technische Hochschule, Argentinierstraße, Wiedner Hauptstraße und Schaumburgergrund. Die Grenzen des Zählbezirks Schaumburgergrund sind nicht mit jenen der ehemals selbstständigen Ortschaft gleichen Namens ident.

## Wappen
Das Wappen des Bezirkes Wieden setzt sich aus den Wappen dreier ehemaliger Wiener Vorstädte zusammen, die ganz oder teilweise auf dem heutigen Bezirksgebiet lagen.
- Der heraldisch rechte (vom Betrachter aus gesehen linke) obere Teil steht für den Bezirksteil Wieden und zeigt einen Weidenbaum. Dieses Wappen entstand auf Grund einer Fehlinterpretation des Namens Wieden, der sich nicht vom Weidenbaum, sondern vom Begriff Widum (Pfarrhof oder Pfarrgut) ableitet.
- Links oben ist dem Bezirksteil Schaumburgergrund gewidmet. Hier wird der Stephansturm gezeigt, umgeben von der starhembergischen Grafenkrone. Diese steht für die Verteidigung Wiens 1683 durch Ernst Rüdiger von Starhemberg, der auf der Wieden das Freihaus besaß.
- Der untere Wappenteil zeigt schließlich das Wappen der Vorstadt Hungelbrunn, von der ein kleiner Teil im heutigen 4. Bezirk liegt. Es zeigt einen Ziehbrunnen, über dem der heilige Leopold, Landespatron von Niederösterreich, schwebt. Daneben stehen der heilige Petrus und der heilige Florian, dem die benachbarte Florianikirche in Matzleinsdorf geweiht ist.

## Geschichte

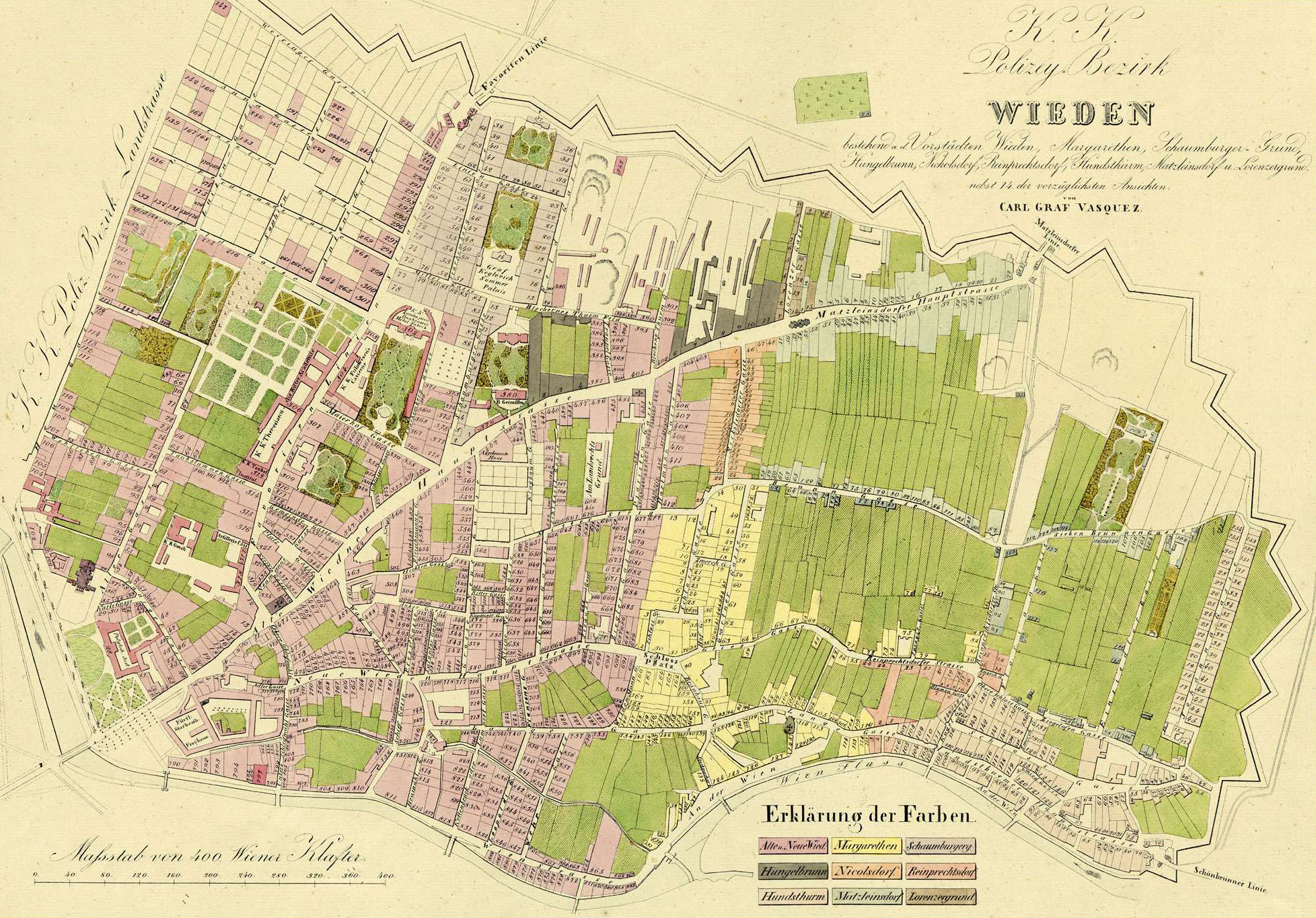
Karte der Wieden ca. 1830 (Karte nach Süden ausgerichtet)

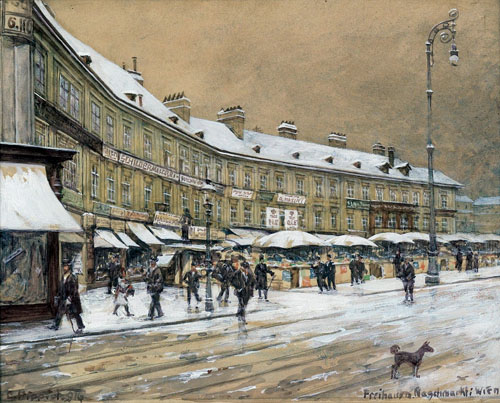
Freihaus am Naschmarkt von Carl Pippich (1916)

Die Wieden wurde 1137 im Tauschvertrag von Mautern erstmals genannt, sie ist damit eine der am frühesten genannten Vorstädte Wiens. Der Name kommt von Widem, Widum ‚Pfarrhof, -gut‘, ursprünglich als der einer Pfarrei gestiftete (gewidmete) Besitz.
Die Hauptstraße (Wiedner Hauptstraße) ist aber sicher noch älter. Unter Ferdinand II. wurde östlich dieser Hauptstraße die kaiserliche Sommerresidenz, genannt Neue Favorita, fertiggestellt und in der Folge mehrmals vergrößert.
1737 wurde auf heutigem Bezirksgebiet einer der wichtigsten Sakralbauten Österreichs fertiggestellt, die nach kaiserlichem Gelübde errichtete Karlskirche. Sie stand am südlichen Ufer des damals völlig unregulierten Wienflusses und war optisch auf die Hofburg, die Wiener Kaiserresidenz in der heutigen Altstadt, ausgerichtet. Der die Kirche umgebende Platz wird seit 1899 nach dem Stifter, Kaiser Karl VI., Karlsplatz genannt.
Seine Tochter Maria Theresia beschloss wenig später, die Neue Favorita nicht mehr zu verwenden und an die Jesuiten zu verkaufen. Sie machten aus der Sommerresidenz eine Erziehungsanstalt, die sich in späteren Jahrzehnten zum privaten und heute höchst angesehenen Gymnasium Theresianum weiterentwickelte. (Auch Österreichs Diplomatische Akademie ist hier untergebracht.)
Der Fahrweg, der an der Hauptfront der Neuen Favorita bergauf nach Süden führte, traf dort seit 1704 auf eine neue Befestigungsanlage, den Linienwall, mit einem bewachten Tor, genannt „Favoritenlinie“. Außerhalb des Tores entwickelte sich in der Folge die „Siedlung vor der Favoritenlinie“, die bis 1874 zur Wieden (und seit 1861 auch zu Margareten) gehörte. Die Straße dorthin wurde folgerichtig Favoritenstraße genannt und heißt im 4. und 10. Bezirk bis heute so.
Anfang des 18. Jahrhunderts begann die Entwicklung der Wieden zur Vorstadt. Es wurden unter anderem viele Adelspaläste errichtet.
Zwei kleine Vorstädte auf dem Gebiet des heutigen 4. Bezirks waren Hungelbrunn (seit 1861 zum Teil im 5. Bezirk) und der Schaumburgergrund, der erst 1813 entstanden ist.
Diese drei Vorstädte wurden neben einer Reihe anderer am 6. März 1850 unter dem Bezirksnamen Wieden als 4. Bezirk nach Wien eingemeindet. Wegen der sozialen und wirtschaftlichen Unterschiede wurde 1861 der zentrumsfernere, weniger wohlhabende Bezirksteil als neuer 5. Bezirk, Margareten, vom 4. Bezirk abgetrennt. Eine Rolle dabei spielte auch die Verwaltung des großen Areals vor der Linie mit seinem schnell wachsenden Industriegebiet, das zum 4. Bezirk gehörte, mit der Abtrennung Margaretens entlang der Laxenburger Straße geteilt wurde und 1874 als neuer 10. Bezirk, Favoriten, konstituiert wurde. Die Wieden wurde dadurch vom flächengrößten Bezirk, die sie nach 1850 war, zu einem der kleinsten Bezirke Wiens.
1854 wurde über den Wienfluss an einer Stelle, wo die erste Brücke schon 1211 erwähnt worden war, zur Verbindung der Wiedner Hauptstraße mit der Altstadt die Elisabethbrücke errichtet, benannt nach Elisabeth von Österreich, der Gattin von Kaiser Franz Joseph I.; das Paar heiratete im gleichen Jahr.
1895–1900 erfolgte die Regulierung des Wienflusses im gesamten Stadtgebiet. Der Fluss wurde im Bereich des heutigen Naschmarktes (der ab 1902 an diesen Standort übersiedelte) und des seit 1899 Karlsplatz genannten Areals abschnittsweise komplett eingewölbt; die 1867 errichteten Brückenstatuen der 1897 abgetragenen Elisabethbrücke übersiedelten auf den Rathausplatz. Gleichzeitig wurde die Wiener Dampfstadtbahn gebaut; ihre Station Karlsplatz ist seit 1899 in Betrieb. Sie wurde zunächst 1925 von der Wiener Elektrischen Stadtbahn abgelöst und ist heute U-Bahn-Knotenpunkt (Linien U1, U2, U4).
In der Gründerzeit wurden viele Wohnbauten errichtet, hier befand sich aber auch schon seit etwa 1700 das so genannte Freihaus, damals das größte Zinshaus (Miethaus) Wiens. Es wurde bis 1970 nach und nach abgetragen.
Der Gürtel als Umfahrungsstraße für die neuen Bezirke 3 bis 9 entstand abschnittsweise. 1880 war der südliche Gürtel erst als Projekt vorhanden, 1882 wurde der Name Wiedner Gürtel festgelegt. Nachdem per 1. Jänner 1892 zahlreiche Vororte der Stadt im Nordwesten, Westen und Südwesten eingemeindet worden waren, wurde der obsolet gewordene Linienwall in den neunziger Jahren des 19. Jahrhunderts abgetragen (ein kleiner Mauerrest ist im Hof des Hauses Weyringergasse 13 erhalten geblieben). Nun konnte der Wiedner Gürtel breit angelegt und an seinem nördlichen Rand verbaut werden. (Am südlichen Rand erstreckte sich die Südbahn.)
1910 wurde das Kaffeehaus Goldegg an der Argentinierstraße, Ecke Goldegggasse, gegründet.
In der Zwischenkriegszeit wurde das „Funkhaus“ für die RAVAG (heute: ORF) in der Argentinierstraße gebaut, aus dessen Sendesaal nach wie vor Live-Hörfunksendungen übertragen werden. (Der ORF will das Gebäude allerdings verkaufen.) Beim versuchten nationalsozialistischen Putsch wurde die Rundfunkanstalt am 25. Juli 1934 von den Aufständischen vorübergehend besetzt. In den Jahren der Besatzung (1945 bis 1955) war die Wieden Teil des sowjetischen Sektors von Wien, da die „Russen“ die Sendeanlagen in ihrem Einflussbereich haben wollten.
Während des Zweiten Weltkriegs wurde das Sankt-Josef-Kinderspital zerstört. Der Abbruch des Wiedner Krankenhauses und der an seiner Stelle errichtete Neubau des Bertha-von-Suttner-Hofes erfolgten 1956. 1954–1959 wurde neben der Karlskirche auf dem Karlsplatz das Historische Museum der Stadt Wien (heute: Wien Museum) gebaut. 1957 wurde auf den Gründen des ehemaligen Palais Rothschild in der Prinz-Eugen-Straße 20–22 das Gebäude der Kammer für Arbeiter und Angestellte errichtet.
Das Amtshaus für den 4. Bezirk wurde 1969 in der Favoritenstraße 18 neu gebaut. Mit der Eröffnung der U1, 1978, folgte die Umgestaltung des Resselparks und des Karlsplatzes mit einem neuen Teich vor der Karlskirche.
Die Technische Universität Wien bekam ein neues Institutsgebäude und eine Bibliothek zwischen der Wiedner Hauptstraße und der Operngasse.
Das Theater Akzent wurde 1989 eröffnet. 1995 folgte die Eröffnung des Bezirksmuseums und des Rauchfangkehrermuseums im ehemaligen Volksbad in der Klagbaumgasse 4. 1999 kam es zu einer geringfügigen Änderung der Bezirksgrenzen, wobei im Bereich des Schwarzenbergplatzes und der Prinz-Eugen-Straße der Grenzverlauf zum 3. Gemeindebezirk und im Bereich der Kettenbrückengasse der Grenzverlauf zum 5. Gemeindebezirk verschoben wurde.
Um 2001 erfolgte der Bau der endgültigen Version der Kunsthalle Karlsplatz. 2009 wurde die Bezirksgrenze im Bereich des Naschmarkts dahingehend geändert, dass dessen auf der Wieden liegender Teil an den 6. Bezirk abgetreten wurde.

## Bevölkerung
Bevölkerungsentwicklung
Quelle: Statistik.at

### Bevölkerungsentwicklung
Im Jahre 1869 lebten im Bezirksgebiet 55.682 Menschen. In den darauf folgenden Jahren bis 1910 stieg die Einwohnerzahl auf fast 63.000. Bis 2001 wurde eine Abnahme der Wohnbevölkerung auf 28.357 Einwohner verzeichnet. In den letzten Jahren folgte die Wieden dem Wiener Trend und die Bevölkerungszahl stieg auf 31.597 zu Beginn des Jahres 2015 an.

### Bevölkerungsstruktur
Der Anteil der Menschen, die 60 Jahre und älter sind, ist mit 24,3 % überdurchschnittlich, da im gesamten Wiener Stadtgebiet dieser Anteil 22,2 % beträgt. Der Anteil der Bevölkerung unter 15 Jahren betrug 12,1 %. Der Anteil der weiblichen Bevölkerung liegt mit 54,1 % ebenfalls über dem Durchschnitt Wiens.

### Herkunft und Sprache
Der Anteil der Wiedner mit ausländischer Staatsbürgerschaft lag 2001 mit 15,3 % rund 2 % unter dem Durchschnitt Wiens. Dabei hatten 3,7 % Wiedner eine Staatsbürgerschaft von Serbien oder Montenegro, 1,5 % sind deutsche Staatsbürger. Dahinter folgen sonstige EU-Bürger (1,8 %), türkische (1,0 %), Kroaten (1,0 %) und Bosniaken sowie sonstige Ausländer, deren Anteil an der Bevölkerung jedoch unter 1 % liegt. Insgesamt waren 2001 etwa 25,4 % der Wiedner Bevölkerung in einem anderen Land geboren, daher gaben auch nur 76 % der Wiedner Deutsch als Umgangssprache an. Weitere 5,4 % sprachen hauptsächlich Serbisch, 2,2 % Türkisch, 2 % Kroatisch und 1,4 % Ungarisch.
2020 lag der Anteil derer mit ausländischer Staatsbürgerschaft bei 32,5 %. 5,3 % der Wieder stammten aus Deutschland, 2,5 % aus Serbien, 1,7 % aus Russland, 1,5 % aus Rumänien und je 1,4 % aus Polen und Bulgarien.

### Religionsbekenntnis
Der Anteil der Menschen mit römisch-katholischem Bekenntnis beträgt 48,1 %. Das Gebiet des Bezirks gehört zur Pfarre Zur Frohen Botschaft, die zum Stadtdekanat 4/5 gehört. Anteilsmäßig hinter den Personen mit römisch-katholischem Bekenntnis folgen 6,7 % mit evangelischem Glauben (dies ist der zweithöchste Wert, den sich die Wieden mit Liesing teilt). und 6,0 % mit orthodoxem Bekenntnis. Die Anhänger des Islams liegen mit 4,6 % an der vierten Stelle. 26,3 % der Wiedner geben an, ohne religiöses Bekenntnis zu sein.

## Politik
| Bezirksvorsteher/innen seit 1945 | Bezirksvorsteher/innen seit 1945 |
| -------------------------------- | -------------------------------- |
| Herbert Prix (unbekannt)         | 4/1945–5/1945                    |
| Gottfried Albrecht (SPÖ)         | 5/1945–1946                      |
| Franz Stöger (ÖVP)               | 1946–1952                        |
| Franz Ramel (ÖVP)                | 1952–1969                        |
| Herbert Walkersdorfer (ÖVP)      | 1969–1973                        |
| Herta Haider (ÖVP)               | 1973–1987                        |
| Karl Lengheimer (ÖVP)            | 1987–1997                        |
| Susanne Emmerling (ÖVP)          | 1997–2001                        |
| Susanne Reichard (ÖVP)           | 2001–2010                        |
| Leopold Plasch (SPÖ)             | 2010–2018                        |
| Lea Halbwidl (SPÖ)               | 2018–                            |

Der Bezirk Wieden war traditionell ein bürgerlich geprägter Bezirk. Seit dem Zweiten Weltkrieg war die ÖVP seit 1946 durchgehend die stimmenstärkste Partei und stellte damit über 50 Jahre lang den Bezirksvorsteher. Dahinter lagen traditionell die SPÖ und die FPÖ, die ab dem Ende der 80er Jahre ihren Stimmenanteil in Wien stark steigern konnte. Durch den Einstieg der Grünen in die Politik in den 1980er Jahren verloren ÖVP und SPÖ zusehends an Stimmen. Als 1996 auch das Liberale Forum (LIF) antrat, ging das erneut auf Kosten von ÖVP und SPÖ. Während die FPÖ und das LIF jedoch ab 2001 wieder an Stimmen verloren, setzten die Grünen ihre Stimmengewinne fort. 2005 lag die ÖVP nur noch knapp vor der SPÖ, die den Abstand zur ÖVP stark verringern konnte. Die Grünen landeten mit einem Plus von rund 6 % nur knapp dahinter auf dem dritten Platz. Bei der Landtags- und Gemeinderatswahl in Wien 2010 lag die SPÖ um wenige Stimmen vor den Grünen und der ÖVP, die insgesamt bei diesen Wahlen sehr schlecht abschnitt und auf Platz 3 zurückfiel.
Bei der Bezirksvertretungswahl 2015 konnte die SPÖ ihren Stimmenanteil um etwa 4 Prozentpunkte von 28,22 % auf 32,03 % ausbauen und wurde damit klar stärkste Kraft in der Wiedner Bezirksvertretung. Auf Platz 2 kamen die Grünen, welche leicht um ca. 2 Prozentpunkte von 28,19 % auf 26,13 % zurückfielen. Weit größere Verluste fuhr die ÖVP ein, die mit einem Stimmenanteil von 16,09 %, was dem historisch schlechtesten Ergebnis der Partei auf der Wieden entsprach, und damit einem Minus von etwa 12 Prozentpunkten Platz 3 belegten. Ebenfalls in den Gemeinderat zogen die FPÖ, welche um ca. 3 Prozentpunkte zulegte und auf 15,02 % der Stimmen kam und die erstmals antretenden NEOS, welche auf Anhieb 8,58 % schafften, ein.
Bei den Bezirksvertretungswahlen 2020 konnte die SPÖ ihr Ergebnis leicht ausbauen, die Grünen konnten ebenfalls leicht zulegen. Die ÖVP verbesserte ihr schlechtestes Ergebnis um 4 Prozentpunkte auf 20 %, während die FPÖ ein Desaster erlebte und um rund 12 Prozentpunkte abstürzte. NEOS konnten ihr Ergebnis nicht verbessern, sondern blieben bei 8,6 %. Außerdem zog die 10 Monate vor der Wahl gegründete Partei LINKS, welche u. a. aus Wien anders hervorging, mit ca. 4 % Stimmenanteil und einem Mandat neu in die Bezirksvertretung ein.

## Kultur und Sehenswürdigkeiten

### Sehenswürdigkeiten
- Heumühle
- Karlskirche
- Naschmarkt
- Paulanerkirche

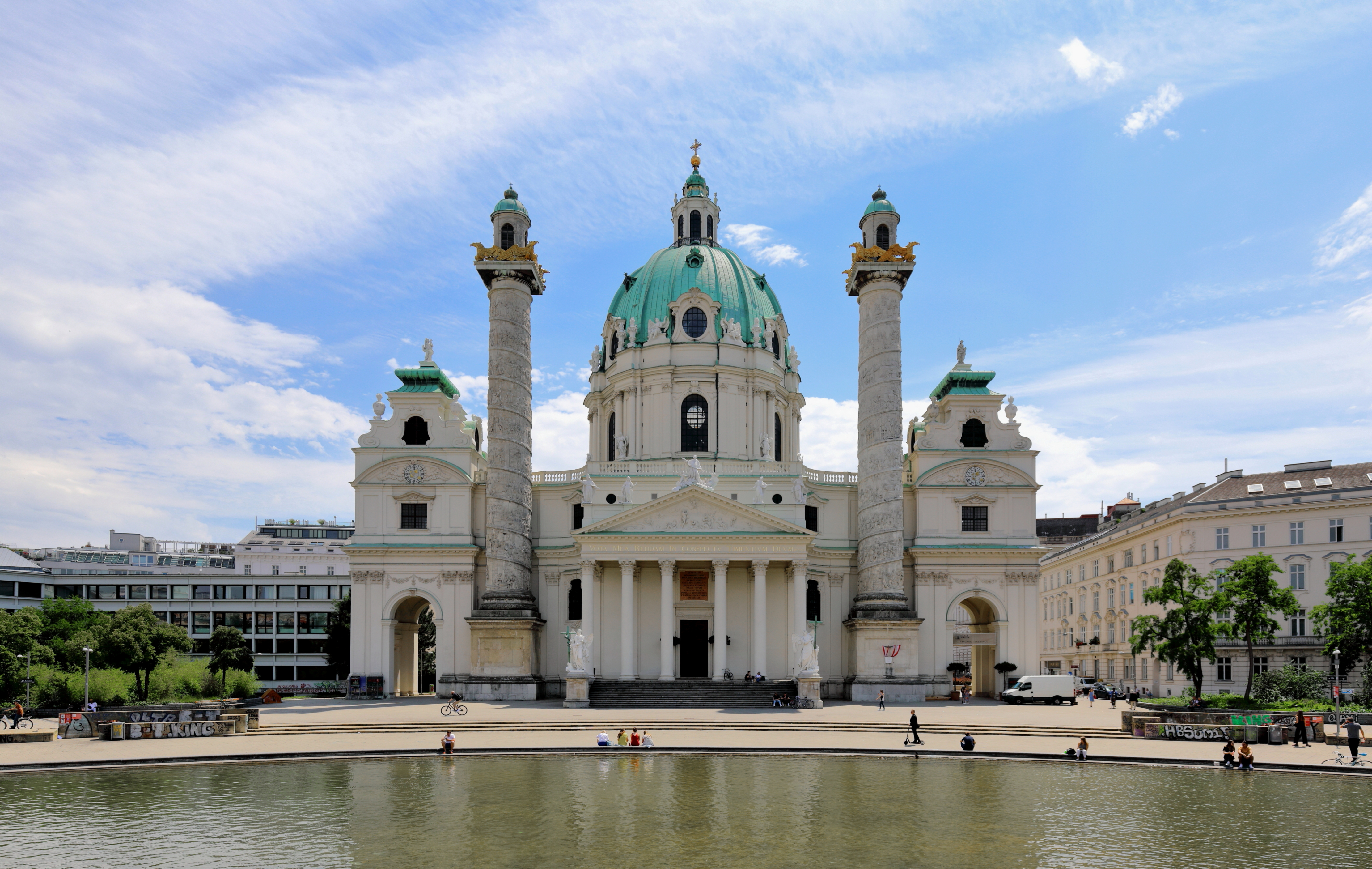
Karlskirche

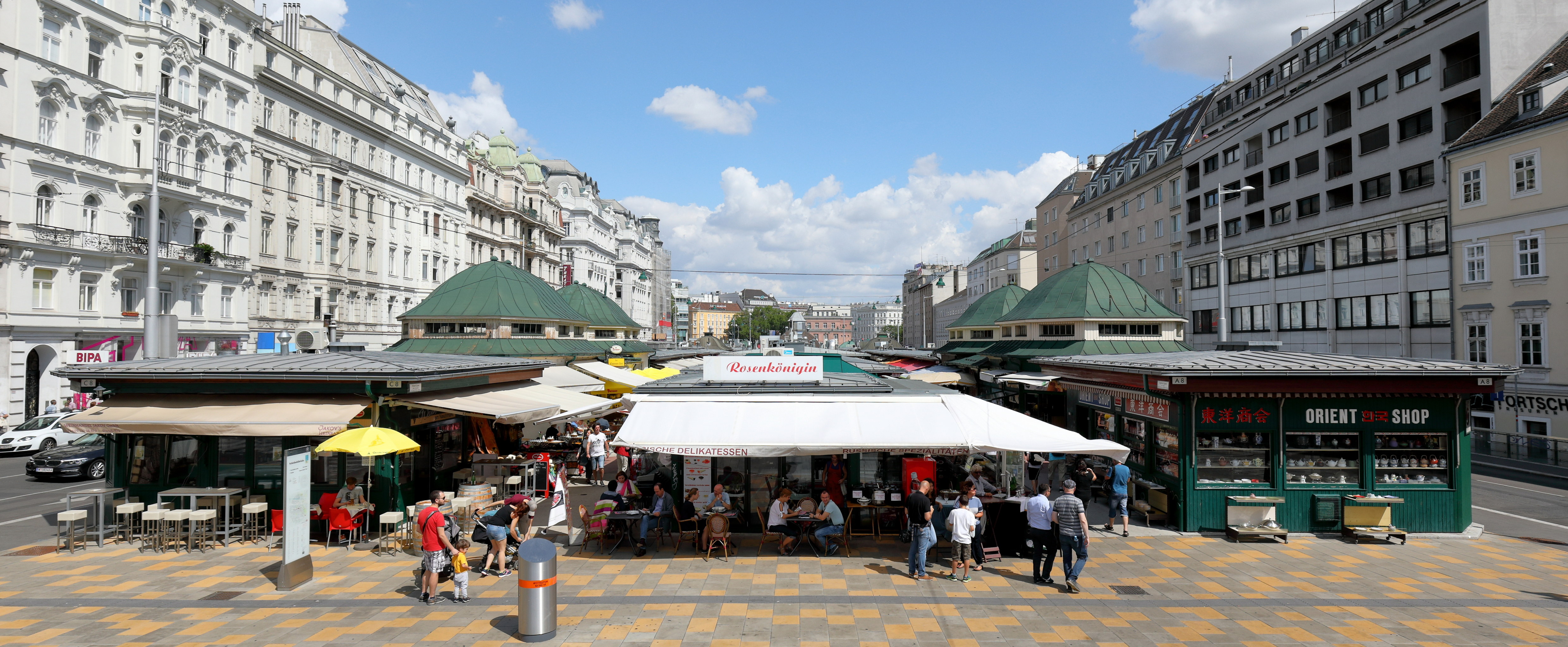
Naschmarkt

- Stadtbahnstation Karlsplatz, Otto-Wagner-Pavillons
- Theresianum
- Wien Museum
- Palais Schönburg
- Mozart-Brunnen
- Alois-Drasche-Park
- Wiedener Elisabethkirche
- ORF-Funkhaus

Siehe auch: Liste der Wiener Parks und Gartenanlagen/Wieden

### Kultur
Die Wieden gehört großteils zur Welterbestätte Historisches Zentrum von Wien. Dessen Außenzone wird gegen Süden von der Kolschitzkygasse und der Weyringergasse und gegen Westen von der Klagbaumgasse und der Schönburgstraße begrenzt. Der Karlsplatz mit der Karlskirche, dem Wien Museum, dem Hauptgebäude der Technischen Universität und der Evangelischen Schule gehört zur Kernzone der Welterbestätte.

### Museen
Das meistbesuchte Museum im Bezirk Wieden ist das Wien Museum Karlsplatz, das in seiner Ausstellung die Geschichte Wiens im Laufe der Jahrhunderte dokumentiert und über eine Kunstsammlung und eine historische Sammlung verfügt. Zum Wien Museum gehört auch Schuberts Sterbewohnung in der Kettenbrückengasse, wo die letzte Lebensphase des Komponisten dargestellt wird. Eine weitaus umfangreichere Dokumentation über Franz Schubert befindet sich in seinem Geburtshaus am Alsergrund (9. Bezirk), Nussdorfer Straße.
Die Kunsthalle Wien, die auf ein Provisorium am Karlsplatz zurückgeht, verfügt an diesem Ort noch heute über einen Standort; ihr Hauptdomizil befindet sich im Museumsquartier Wien. Des Weiteren bestand im Bezirk Wieden 1967–2013 das Bestattungsmuseum der Bestattung Wien, das sich nunmehr beim Zentralfriedhof befindet.
Das Rauchfangkehrer-Museum und das private Dritte Mann Museum findet man ebenfalls im 4. Bezirk. Das Bezirksmuseum Wieden setzt seine Schwerpunkte unter anderem auf die Dokumentation des Freihauses auf der Wieden, des Wiedner Mühlfelds, des Linienwalls sowie alter, aufgelassener Wiedner Betriebe.

## Wirtschaft und Infrastruktur

### Bezirksvertretung, Bezirksamt
Die politischen Organe des Bezirks, die Bezirksvorstehung und die Bezirksvertretung, amtieren im städtischen Amtshaus 4., Favoritenstraße 18. Das für die Wieden zuständige Bezirksamt für den 4. und 5. Bezirk befindet sich in Wien 5., Rechte Wienzeile 105.

### Verkehr

#### Individualverkehr
Der Bezirk wird im Norden (Wienzeile), im Süden und Westen (Gürtel) von wichtigen Hauptverkehrsstraßen begrenzt. Quer durch den Bezirk verlaufen die Wiedner Hauptstraße und die Favoritenstraße. Zusätzlich ist auch der Südtiroler Platz ein wichtiger Verkehrsknotenpunkt. Insgesamt verfügt die Wieden über knapp 29 km Gemeindestraßen (2008).
Die Radverkehrsanlagen im Bezirk umfassen ca. 13 km (2019) und bilden somit ein engmaschiges Netz. Der Radverkehr nimmt im Bezirk (wie in den übrigen Innenstadt-Bezirken) eine immer wichtigere Stellung beim Individualverkehr ein, da mit dem Fahrrad auch gegen einige Einbahnen gefahren werden darf. Jedoch gibt es noch viele Lücken im Radnetz. Außerdem verfügt die Wieden über mehrere Citybike Stationen, welche über den ganzen Bezirk verteilt sind. Weitere Stationen liegen in der Nähe der Bezirksgrenze.

#### Öffentlicher Verkehr

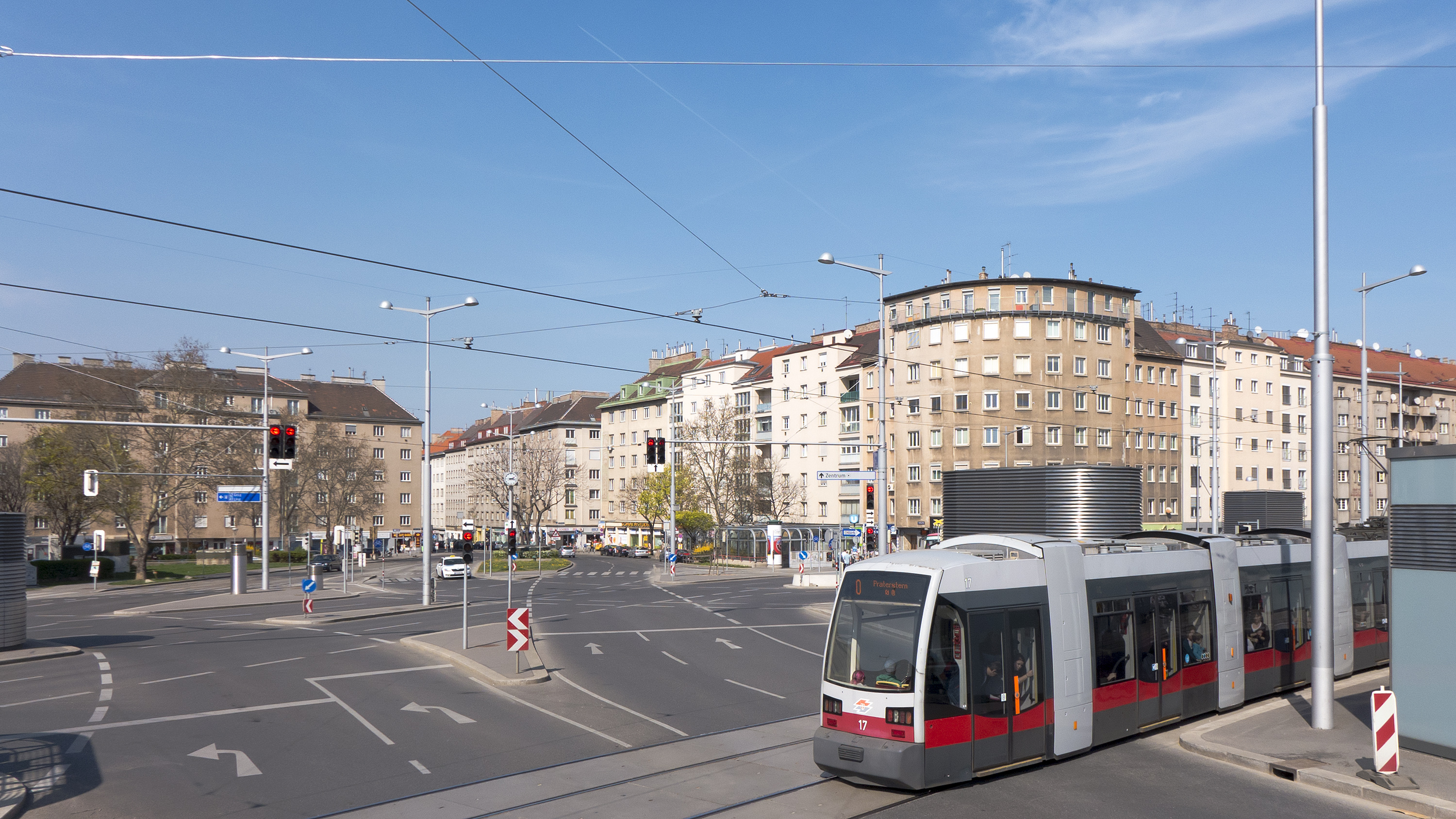
Südtiroler Platz

Der öffentliche Verkehr wird von den Wiener Linien abgewickelt. Der 4. Bezirk hat drei Stationen der U1 (Karlsplatz, Taubstummengasse und Südtiroler Platz-Hauptbahnhof), und an der Bezirksgrenze gibt es Stationen von U2 und U4. Darüber hinaus liegt der 2015 fertiggestellte Wiener Hauptbahnhof der ÖBB inklusive Station der S-Bahn-Stammstrecke im 10. Bezirk an der Bezirksgrenze zum 4. Bezirk. Der angrenzende Südtiroler Platz liegt größtenteils im 4. Bezirk und war schon vor Errichtung des Hauptbahnhofs ein großer Verkehrs- und Umsteigeknotenpunkt im Süden, da die U-Bahn, S-Bahn-Linien, Straßenbahnlinien, innerstädtische und regionale Buslinien sowie Nachtbuslinien seit Jahrzehnten diesen Platz anfahren. Die dortigen Haltestellennamen wurden 2012 großteils auf Hauptbahnhof umgestellt.
Ebenso befindet sich das Wiener Autoreisezug-Terminal in Wieden östlich des Hauptbahnhofes.
Durch die Wieden führen auf der Wiedner Hauptstraße die Straßenbahnlinien 1 und 62 sowie die Badner Bahn und durch die Prinz-Eugen-Straße die Linie D. Neben der Straßenbahn existieren auch zwei Buslinien (13A und 59A).
In der Nacht wird die Wieden zwischen ca. 0:30 Uhr und ca. 5:00 Uhr von vier Buslinien der NightLine (N60, N62, N66 und N71) bedient, wobei die Linie N62 täglich und die Linie N71 nur am Wochenende in Betrieb ist, während die Linien N60 und N66 nur unter der Woche verkehren.

### Bildung
Es gibt auf der Wieden sechs Volksschulen, drei Hauptschulen, drei Gymnasien, eine Höhere Technische Lehranstalt als Abendschule, ein Musik-Konservatorium, den Fachhochschul-Studiengang für Finanzwesen und Controlling der FH Wien und die Technische Universität Wien. Außerdem befindet sich im Bezirk die Diplomatische Akademie Wien.
Besonders erwähnenswert sind der Schulzweig des Wiedner Gymnasiums mit dem Ziel der Begabtenförderung (Sir-Karl-Popper-Schule) und das bekannte „Nobel“gymnasium Theresianum. Eine Weiterbildungsmöglichkeit der Wiener Volkshochschule ist das polycollege Wieden, eine Zweigstelle des polycollege in Margareten.

### Sicherheit
Auf der Wieden ist nur mehr eine Polizeiinspektion der Bundespolizei etabliert, diese befindet sich in der Taubstummengasse 11. Organisatorisch gehört sie dem Stadtpolizeikommando Margareten an, welches für die Gemeindebezirke Wieden, Margareten und Mariahilf zuständig ist.

## Persönlichkeiten
- John Quincy Adams (1873–1933, Maler) wohnte 1912 bis 1915 am Möllwaldplatz 5 und von 1917 bis 1931 in der Theresianumgasse 11, wo er Wohnung und Atelier hatte.[19] (Gedenktafel)
- Tadeusz Ajdukiewicz (1851–1916, Maler) stand während seines Aufenthaltes in Wien[20] Makarts ehemaliges Atelier in der Gußhausstraße 25 bis zu seiner Abreise 1897[21] zur Verfügung.
- Zygmunt Ajdukiewicz (1861–1917, Maler) wohnte ab 1897 in der Alleegasse 7 (heute Argentinierstraße 7),[22] ab 1901 in der Gußhausstraße 19[23] und übersiedelte 1903 auf den Brahmsplatz 7.[24]
- Donato Felice d’Allio (1677–1761, Architekt) starb in der Vorstadt Wieden in seinem Haus „Zur neuen Welt“ (heute Kleine Neugasse 4).[25]
- Gustinus Ambrosi (1893–1975, Bildhauer, Dichter, Schriftsteller) hatte vor dem Zweiten Weltkrieg seine Wohnung in der Waaggasse 17–19.[26]
- Heinrich von Angeli (1840–1925, Maler) lebte und arbeitete seit 1886 im ehemaligen Apponyipalais, Igelgasse (heute Johann-Strauß-Gasse) 7, wo er auch starb.[27]
- Johann Arzberger (1778–1835, Techniker) lebte auf der Wieden Nr. 101 (heute Mattiellistraße 1–4)[28] und Wieden Nr. 54 (heute Paniglgasse 1–3); zugleich sein Sterbehaus.[29]
- Carl Auer von Welsbach (1858–1929, Chemiker und Unternehmer) wohnte von 1868 bis 1898 in der Theresianumgasse 25, von 1899 bis 1902 in der Wiedner Hauptstraße 69 und von 1903 bis 1925 in der Wiedner Hauptstraße 57.[30]
- Edith Barakovich (1896–1940, Fotografin) wohnte ab 1921 in der Argentinierstraße 31,[31] ihr Atelier befand sich seit 1919 in der Prinz-Eugen-Straße 30.[32]
- Vicki Baum (1888–1960; Schriftstellerin) wohnte 1909 bis 1912 in der Johann-Strauß-Gasse 31.[33]
- Moriz Benedikt (1849–1920, Herausgeber der „Neuen Freien Presse“) wohnte ab 1890 in der Wohllebengasse 6.[34]
- Ferdinand Bloch-Bauer (1864–1945, Zuckerfabrikant und Mäzen) und seine Frau Adele (1881–1925) wohnten 1901 bis 1918 in der Schwindgasse 10.[35]
- Herbert Boeckl (1894–1966, Maler) hatte von 1928 bis 1964 sein Atelier in der Argentinierstraße 42. (Gedenktafel)
- Sir Joseph Edgar Boehm (1834–1899, Medailleur und Bildhauer) wurde in der Wiedner Hauptstraße 60 geboren (Gedenktafel); sein Vater Joseph Daniel Böhm (1794–1865; Medailleur) starb hier.[36]
- Ami Boué (1794–1881, Geologe und Mediziner) wohnte ab 1865 im Haus Lambrechtgasse 6.[37]
- Johannes Brahms (1833–1897, Komponist, Pianist und Dirigent) wohnte von 1872 bis zu seinem Tod in dem später abgerissenen Haus Karlsgasse 4 (heute Zubau zur Technischen Universität, Karlsgasse 2–12).[38] (Gedenktafel, enthüllt am 3. April 1922)[39]
- Carlo Brioschi (1826–1895, Bühnenbildner) hatte Wohnung und Atelier in der Frankenberggasse 3.[40]
- Anton Burg (1767–1849, Maschinenfabrikant) war am Schaumburgergrund Nr. 73[41] (heute Favoritenstraße 50) ansässig, wo er Wohnhaus und seine „K. k. Hofackerwerkzeug- und Maschinenfabrik Anton Burg & Sohn“ besaß.[42]
- Ignaz Franz Castelli (1781–1862, Dichter und Dramatiker) lebte in den 1810er Jahren im Bärenmühlenhaus (heute Operngasse 18–20, Rechte Wienzeile 1–1A) und im Freihaus auf der Wieden.[43]
- Franz Caucig (1755–1828, Maler und Zeichner, Lehrer und Direktor an der k. k. Akademie der bildenden Künste Wien sowie Leiter der Porzellanmanufaktur Augarten) wohnte zuletzt An der Wien Nr. 543 (heute Rechte Wienzeile 7).[44]
- Johann Freiherr von Chlumecký (1834–1924, Geheimer Rat, Minister a. D., Mitglied des Herrenhauses) wohnte von 1909 bis 1917 in der Schwindgasse 12–14.[45]
- Hermine Cloeter (1879–1970, Schriftstellerin und Kulturhistorikerin) wohnte 1914 bis 1918 in der Karlsgasse 11[46] und danach bis 1963 in der Schaumburgergasse 6.[47] (Gedenktafel)
- Oskar Czeija (1887–1958; Rundfunkpionier und Direktor der RAVAG) hatte ab Juni 1937 seine Wohnung in der Gußhausstraße 12.[48]
- Josef Danhauser (1805–1845, Maler und Grafiker) wohnte und starb auf der Wieden Nr. 51, Paniglgasse (heute Nr. 7).[49]
- Joseph Ulrich Danhauser (1780–1829, Bildhauer und Möbelfabrikant) wohnte und starb auf der Wieden Nr. 152, dem Areal des ehemaligen Palais Althan, heute dem des Bertha-von-Suttner-Hofes: Favoritenstraße 38–40, Waltergasse 5 und Graf-Starhemberg-Gasse 11.[50]
- Johann Georg Däringer (1759–1809, Historienmaler) lebte und starb im Freihaus auf der Wieden.[51]
- Georgi Dimitroff (1882–1949, bulgarischer Politiker) war während seiner Exilzeit 1924 bis 1926 am St.-Elisabeth-Platz 6 wohnhaft. (Gedenktafel)
- Ghena Dimitrova (1941–2005, Opernsängerin) hatte von 1985 bis zu ihrem Tod eine Wohnung in der Mühlgasse 22. (Gedenktafel)
- Richard von Drasche-Wartinberg (1850–1923, Großindustrieller) wohnte in der Schwindgasse 14.[52]
- Carl Wilhelm Drescher (1850–1925, Kapellmeister und Komponist) lebte seit 1906 in der Schönbrunner Straße 2.[53] (Gedenktafel von Carl Philipp, enthüllt 1926)
- Hans Duhan (1890–1971, Opernsänger) wohnte 1914 im Hotel Triest (Wiedner Hauptstraße 12) und in der Resselgasse 3 sowie 1915 bis 1917 in der Mayerhofgasse 11.[54]
- Antonín Dvořák (1841–1904, Komponist) kehrte bei seinen Aufenthalten in Wien im Hotel Goldenes Lamm (Wiedner Hauptstraße 7) ein. (Gedenktafel)
- George Enescu (1881–1955, Komponist) war während seiner Studienzeit in Wien (1888 bis 1894) in der Frankenberggasse 6 wohnhaft. (Gedenktafel)
- Franz Christoph Erler (1829–1911, Bildhauer) war auf der Wieden an folgenden Anschriften wohnhaft: ab 1873: Heugasse (heute Prinz-Eugen-Straße) 50[55] und auf Nr. 62 ab 1897;[56] ab 1878: Weyringergasse 10,[57] ab 1901: Schönburgstraße 38[58] und ab 1903: Alleegasse (heute Argentinierstraße) 54.[59] (Gedenktafel am Sterbehaus)
- Josef Ritter von Ettenreich (1800–1875, einer der Beschützer von Kaiser Franz Joseph I. beim Attentat 1853) lebte auf der Wieden in der Adlergasse Haus Nr. 775 (heute Margaretenstraße 9).[60] (Gedenktafel)
- Joseph Feid (1806–1870, Maler) wurde auf der Wieden Nr. 527 geboren und lebte später u. a auch in der Heugasse 117 (Prinz-Eugen-Straße 8).[61]
- Hans Feigl (1869–1937, Schriftsteller und Journalist) starb in der Johann-Strauß-Gasse 38.[62]
- Anton Dominik von Fernkorn (1813–1878, Bildhauer und Kunstgießer) errichtete 1861 in der ehemaligen Kanonengießerei in der Gußhausstraße 25 die „K. k. Kunsterzgießerei“; seine Wohnung befand sich in der Favoritenstraße 318 (heute Nr. 1).[63]
- Johann Bernhard Fischer von Erlach (1656–1723, Architekt) besaß eine kleine Schlossanlage mit Garten auf dem Areal der heutigen Wiedner Hauptstraße 77, Rainergasse 20, Johann-Strauß-Gasse 1.[64]
- Arthur Fleischmann (1896–1990, Bildhauer) lebte und arbeitete von 1934 bis zu seiner Vertreibung 1938 im Haus Favoritenstraße 12. (Gedenktafel[65])
- Josef Frank (1885–1967, Architekt) wohnte 1913–1920[66] und 1922–1933/34[67] im Haus Wiedner Hauptstraße 64. (Gedenktafel mit unvollständigen Angaben)
- Hans Fraungruber (1863–1933, Schriftsteller) wohnte 1903–1912 in der Margaretenstraße 34[68] und danach bis 1914 in der Starhemberggasse 39.[69]
- Robert Fuchs (1847–1927, Komponist) wohnte in der Wiedner Hauptstraße 63 und ab den 1890er Jahren bis zu seinem Tod in Mayerhofgasse 9.[70]
- Carl Führich (1865–1959, Komponist und Organist) wohnte im (heute nicht mehr bestehenden) Haus Waaggasse 7.[71] (Gedenktafel beim heutigen Hauseingang Schäffergasse 2)
- Hermine (1870–1936)[72] und Moritz Gallia (1858–1918, Unternehmer) wohnten in der Schleifmühlgasse 4, ab 1914 in ihrem neuerbauten Wohnhaus in der Wohllebengasse 14.
- Johann Wilhelm Ganglberger (1876–1938, Geiger und Komponist) wohnte ab 1925 bis zu seinem Tod in der Lambrechtgasse 13.[73]
- Franz Xaver Karl Gewey (1764–1819, Beamter, Schauspieler und Schriftsteller) wohnte und starb im Freihaus auf der Wieden (heute Karlsplatz 13).[74]
- Joseph Glanz (1795–1866, Ziseleur, Medailleur und Kunstgießer) wohnte und starb in seinem Haus in der Kleinschmidgasse 3.[75]
- Friedrich Glauser (1896–1938, Schriftsteller) verbrachte seine Kindheit im Haus Schelleingasse 23. (Gedenktafel)
- Christoph Willibald Gluck (1714–1787, Komponist) wohnte ab 1784 im Haus Wiedner Hauptstraße 32.[76] (Erinnerungstafel)
- Jakob Grün (1837–1916, Geiger, Konzertmeister der Wiener Philharmoniker) wohnte auf der Wieden in folgenden Häusern: Theresianumgasse 2B (1885–87),[77] Heugasse 18 (heute Prinz-Eugen-Straße 18; 1888–95),[78] Favoritenstraße 20 (1902–05)[79] und in der Starhemberggasse 26 (1906–16)[80]
- Fritz Grünbaum (1880–1941, Kabarettist, Schriftsteller, Librettist, Humorist) war von 1925 bis zu seiner Flucht am 11. März 1938 und späteren Deportation ins KZ im Haus Rechte Wienzeile 29 wohnhaft.[81]
- Mitglieder der Familie Haas (Philipp Haas & Söhne) wohnten in ihrem 1883[82] erworbenen Palais in der Waaggasse 6.[83]
- Die Hutfabrikanten Peter (1839–1916) und Carl Habig (1845–1917) wohnten in dem von ihnen 1896/97 errichteten Habig-Hof auf der Wiedner Hauptstraße 15–17. Eine frühere Anschrift von Peter H. war Frankenberggasse 13,[84] von Carl H. die Wiedner Hauptstraße 29,[85] wo damals auch die Hutfabrik war.[86]
- Eduard Hanslick (1825–1904, Musikkritiker und -schriftsteller) hatte seine Wohnung bis Anfang der 1880er Jahre in der Wiedner Hauptstraße 45[87] und ab 1883 in der Wohllebengasse 1.[88]
- Leopold von Hauffe (1840–1912, Maschinenbautechniker und Hochschullehrer) wohnte ab 1873 in der Wiedner Hauptstraße 8[89] und ab 1899 in der Mayerhofgasse 14.[90]
- Friedrich Heer (1916–1983, Kulturpublizist, Historiker, Kulturkritiker) wuchs in der Favoritenstraße 44 auf und hatte seine letzte Wohnung in der Johann-Strauß-Gasse 28.[91]
- Ignaz Jakob Heger (1808–1854, Stenograph) lebte und starb in der Schaumburgergasse 4. (Gedenktafel)
- Hanns Georg Heintschel-Heinegg (1919–1944, Widerstandskämpfer) besuchte auf der Wieden das Theresianum und wohnte bei seinen Eltern in der Mozartgasse 4[92] und ab 1940 in der Wohllebengasse 7.[93] (Gedenktafel)
- Richard Heuberger der Ältere (1850–1914, Komponist, Dirigent, Hochschullehrer und Musikjournalist) wohnte nach seiner Übersiedlung aus Graz an folgenden Adressen: Floragasse 2,[94] Schaumburgergasse 5,[95] Igelgasse 8 (heute Johann-Strauß-Gasse)[96] und 1883 bis 1885 Starhemberggasse 17,[97] wo auch sein Sohn Richard Heuberger der Jüngere (1884–1968, Historiker) geboren wurde.
- Anthony van Hoboken (1887–1983, Musikwissenschaftler) hatte in den 1920er Jahren eine Wohnung in einem Seitentrakt des Palais Erzherzog Rainer (Wiedner Hauptstraße 63).[98]
- Eduard Horak (1838–1892, Klavierpädagoge), Begründer der Horakʼschen Klavierschule, wo auch sein Bruder Adolf (1850–1921, Musikpädagoge) tätig war,  betrieb diese auf der Wieden an mehreren Standorten: Margaretenstraße 24 (ab 1867[99]); Heumühlgasse 4 (ab 1868[100] und wieder nach 1900[101]); Schikanedergasse 6 (ab 1877[102]); Preßgasse 19 (ab 1879[103]) und Margaretenstraße 19 (ab 1885[104]), wo er auch wohnte.[105]
- Max Hussarek von Heinlein (1865–1935, Ministerpräsident (Juli–Oktober 1918) und Politiker) wohnte in der Waaggasse 10.[106]
- Fritz Imhoff (1891–1961, Schauspieler und Operettentenor) wohnte von 1938 bis 1941 in der Gußhausstraße 30[107] (heute Erzherzog-Johann-Platz 1),[108] danach am Franz-Josefs-Kai 21[109] und seit 1945 bis zu seinem Tod im Habig-Hof, Wiedner Hauptstraße 17. (Gedenktafel)
- Emmerich Kálmán (1882–1953, Operettenkomponist) wohnte 1912 bis 1923 in der Paulanergasse 12. (Gedenktafel)
- Nikolaus Kanter (?–1865; Maschinen-Untermeister der k. k. Marine)[110] verlor 1865 als Mitglied der Afrika-Expedition des Karl Klaus von der Decken bei Berdera am Juba sein Leben;[111] er war in der Mayerhofergasse 4 wohnhaft. (Gedenktafel in der Paulanerkirche, enthüllt am 20. Oktober 1866)[112]
- Rudolf Kassner (1873–1959, Schriftsteller und Kulturphilosoph) wohnte 1921 bis 1945 in der Tilgnerstraße 3. (Gedenktafel)
- Wilhelm Kisch (1827–1893, Schriftsteller und Wiener Lokalhistoriker) wohnte u. a. in der Wiedner Hauptstraße 52 (1880–1884)[113] und starb in der Wienstraße (heute Rechte Wienzeile) 15.[114]
- Thomas Koschat (1845–1914, Chorsänger und -leiter sowie Komponist) lebte auf der Wieden ab 1876 im Haus Paniglgasse 5[115] und ab 1885 bis zu dessen Abbruch 1905 im Haus Karlsgasse 1.[116]
- Hermann Clemens Kosel (1867–1945, Schriftsteller, Maler, Graphiker und Fotograf) hatte Wohnungen in der Theresianumgasse 5,[117] Apfelgasse 1[118] und in der Heugasse (heute Prinz-Eugen-Straße), zuerst auf Nr. 18[119] und bis 1905 auf Nr. 18a[120]
- Karl Kraus (1874–1936, Schriftsteller) wohnte ab 1912 im Haus Lothringerstraße 6.[121] (Gedenktafel)
- Clemens Krauss (1883–1954, Dirigent) wurde in der Belvederegasse 7 geboren. (Gedenktafel)
- Bruno Kreisky (1911–1990, Jurist, Diplomat, Politiker) lebte in der elterlichen Wohnung in der Rainergasse 29, wohin seine Familie 1925 übersiedelt war.[122]
- Carl Kundmann (1838–1919, Bildhauer) hatte auf der Wieden folgende Anschriften: Favoritenstraße 3 (ab 1870),[123] Heugasse 70 (ab 1877; heute Prinz-Eugen-Straße 70),[124] Alleegasse 41 (ab 1879; heute Argentinierstraße 41),[125] Wohllebengasse 17 (ab 1900),[126] Karlsgasse 1 (ab 1902),[127] Mayerhofgasse 12 (ab 1906)[128] und Hechtengasse 7 (ab 1908 bis zu seinem Tod; heute Rienößlgasse 7).[129]
- Paul Kupelwieser (1843–1919, Industrieller) wohnte ab 1901 in der Alleegasse (heute Argentinierstraße) 20.[130]
- Franz Lefler (1831–1898, Maler) und sein Sohn Heinrich Lefler (1863–1919, Maler, Graphiker und Bühnenbildner) hatten in den 1880er und 1890er Jahren Atelier und Wohnung in der Alleegasse 66 (heute Argentinierstraße 66).[131]
- Eduard Leisching (1858–1938, Kunsthistoriker) war u. a. in der Technikerstraße 5,[132] der Brucknerstraße 4[133] und zuletzt in der Plößlgasse 11[134] wohnhaft.
- Die Familie Lieser, unter ihnen Henriette Amalie „Lilly“ (1875–1943) und Helene (1898–1962) wohnten ab 1907 in ihrem Stadtpalais, Alleegasse 20 und 20a (heute Argentinierstraße 20 und 20a).[135]
- Adolf Loos (1870–1933, Architekt) wohnte im Jahr 1900 im Haus Margaretenstraße 7.[136]
- Ferdinand Löwe (1865–1925, Dirigent) wohnte ab 1902 in der Wiedner Hauptstraße 40.[137]
- Albert Lortzing (1801–1851, Komponist) wohnte während seines Aufenthaltes in Wien 1846 bis 1848 im Haus Fleischmanngasse 1.[138] (Gedenktafel)
- Karl Lueger (1844–1910, Politiker und Wiens Bürgermeister 1897–1910) wurde in der damaligen Vorstadt Wieden im Gebäude des k.k. Polytechnischen Instituts (heute Hauptgebäude der TU Wien, Karlsplatz 13) geboren. (Ursprüngliche Gedenktafel und Tafel seit 2016)
- Gustav Mahler (1860–1911, Komponist) wohnte während seiner Studienjahre in Wien während des Wintersemesters 1876/77 im Haus Margaretenstraße 7[139] und im April 1880 in der Floragasse 7;[140] 1883 hatte er für kurze Zeit eine Wohnung in der Technikerstraße 9.[141]
- Georg Maikl (1872–1951, Opernsänger) wohnte auf der Wieden in der Schaumburgergasse 20 (1904–1910),[142] in der Seisgasse 9 (1911–1915),[143] in der Blechturmgasse 24 (1916–1927)[144] und ab 1928 bis zu seinem Tod in der Schleifmühlgasse 2.[145]
- Hans Makart (1840–1884, Maler): Sein fürstlich eingerichtetes Heim in der Gußhausstraße 25 war bis zu seinem Tod ein Mittelpunkt des Wiener gesellschaftlichen Lebens. 1869 hatte Franz Joseph I. ihm das ehemalige Atelier von Fernkorn zur Verfügung gestellt.[146] (Gedenktafel)
- Ernst Marischka (1893–1963, Filmregisseur, Librettist, Schriftsteller) wurde in der Neumanngasse 5 geboren.[147]
- Hubert Marischka (1882–1959, Schauspieler, Operettentenor, Regisseur) wurde in der Neumanngasse 5 geboren.[148]
- Hubert Maurer (1738–1818, Maler und Zeichner) lebte zuletzt im Freihaus auf der Wieden, Wieden 454 (heute Wiedner Hauptstraße 10).[149]
- Rosa (1858–1938, Frauenrechtlerin und Schriftstellerin) und Karl Mayreder (1856–1935, Architekt) wohnten zuerst in der Florianigasse 21,[150] ab 1887 in der Plößlgasse 10[151] und ab 1913 in der Schönburgstraße 15.[152] (Gedenktafel für Rosa Mayreder)
- Franz Melnitzky (1822–1876, Bildhauer) starb in der Wiedner Hauptstraße 60.[153]
- Martin van Meytens (1695–1770, Maler) ließ sich in der damaligen Vorstadt Wieden an der heutigen Adresse Waaggasse 4 in den 1740er Jahren ein Haus errichten, in dem er auch starb; sein Atelier hatte er im Meytenshaus (an der heutigen Adresse Reinößlgasse 3.)[154]
- Eugen von Miller zu Aichholz (1835–1919, Industrieller, Sammler und Mäzen) bewohnte bis zum Verkauf 1918 sein Palais in der Heugasse (heute Prinz-Eugen-Straße) 30.[155]
- Carl Millöcker (1842–1899, Operettenkomponist) wohnte von 1886 bis 1895 in der Heugasse 4 (heute Prinz-Eugen-Straße 4).[156]
- Joseph Misson (1803–1875, Priester, Gymnasiallehrer, niederösterreichischer Mundartdichter) starb in der Wiedner Hauptstraße 82. (Gedenktafel)
- Erika Mitterer (1906–2001, Schriftstellerin) wohnte von 1978 bis 1991 im Haus Rainergasse 3. (Gedenktafel)
- Soma Morgenstern (1890–1976, Schriftsteller) lebte von 1934 bis zu seiner Vertreibung 1938 in der Belvederegasse 10. (Gedenktafel und Stein der Erinnerung)
- Karl Motesiczky (1904–1943, Psychoanalytiker, Gerechter unter den Völkern) wuchs in der elterlichen Wohnung am Brahmsplatz 7 auf und wohnte zuletzt in der Operngasse 25.[157]
- Hans Nüchtern (1896–1968, Schriftsteller) wohnte von 1932 bis 1938 im Haus Margaretenstraße 7.[158]
- Joseph Maximilian Ossoliński (1748–1826, Literatur- und Kulturhistoriker) lebte von 1798 bis zu seinem Tod in der Mayerhofgasse 8. (Gedenktafel)
- Rosa Papier (1858–1932, Opernsängerin) und ihr Ehemann Hans Paumgartner (1844–1896, Pianist und Musikschriftsteller) wohnten bis 1885 der Apfelgasse 4[159] und ab 1886 in der Frankenberggasse 7, wo auch ihr Sohn Bernhard geboren wurde.[160]
- Bernhard Paumgartner (1887–1971, Dirigent, Musikwissenschaftler und Komponist) wurde in der Frankenberggasse 7 geboren und lebte dort bis Mitte der 1920er Jahre.[161] (Gedenktafel)
- Joseph Maximilian Petzval (1807–1891, Physiker und Mathematiker) lebte seit Ende der 1850er Jahre bis zu seinem Tod in der Karlsgasse 2.[162]
- Gustav Pick (1832–1921, Kaufmann und Komponist des Fiakerliedes) starb in der Frankenberggasse 11,[163] der Wohnung seines Sohnes Alfred Pick.[164]
- Maximilian Graf von Platen-Hallermünd (1863–1950, k. u. k. Rittmeister) wohnte ab 1902 in dem aus dem Nachlass von Ernst Wahliss erworbenen Wahlisspalais in der Argentinierstraße 21.[165]
- Simon Plößl (1794–1868, Optiker) wurde in der Salvatorgasse (heute Freundgasse) 5 geboren und hatte ab den 1820er Jahren sein Haus und Geschäft in der Feldgasse 215 (heute Theresianumgasse 12), wo er auch starb.[166]
- Franz Pönninger (1832–1906, Bildhauer, künstlerischer Leiter und Eigentümer der k. k Kunsterzgießerei) wohnte auf der Wieden u. a. an folgenden Adressen: ab 1873 Preßgasse 15,[167] ab 1875 Favoritenstraße 16,[168] ab 1880 Karlsgasse 14,[169] ab 1883 Gußhausstraße 9,[170] ab 1897 Favoritenstraße 3[171] und ab 1900 Waaggasse 5, wo er auch starb.[172]
- Adelheid Popp (1869–1939, Journalistin, Politikerin) wohnte 1912 bis 1915 in der Johann-Strauß-Gasse 37.[173]
- Johann Matthias Ranftl (1804–1854, Maler und Grafiker) wurde auf der Wieden Nr. 125 (heute Prinz-Eugen-Straße 40) geboren, lebte später in der Heugasse 117 (heute Prinz-Eugen-Straße 20–22 und starb Wieden Nr. 501 (heute Waaggasse 5).[174]
- Hans Richter (1843–1916, Dirigent) wohnte nach seiner Rückkehr aus Budapest ab den späten 1870er Jahren bis zur Übersiedlung in sein Haus in der Sternwartestraße (1882)[175] im Haus Margaretenstraße 7.[176]
- Rainer Maria Rilke (1875–1926, Dichter) wohnte während seiner Dienstzeit bei der k.u.k. Armee ab 1916 in der Viktorgasse 5a und der Gußhausstraße 9.[177]
- Josef Röhlich (1836–1887, Erzgießer und Leiter der k. k Kunsterzgießerei) wohnte zuletzt in der Gußhausstraße 10, wo er auch starb.[178]
- Arnold Rosé (1863–1946, Geiger und Konzertmeister der Wiener Philharmoniker) wohnte in der Taubstummengasse 4 (1906–09)[179] und in der Favoritenstraße 20 (1910/11).[180]
- Joseph Carl Rosenbaum (1770–1829, Sekretär von Fürst Nikolaus II. Esterházy, Initiator des Rosenbaumgartens) hatte seinen Sommersitz mit dem Rosenbaumgarten in der Liniengasse 28–29 (heute Kolschitzkygasse 9).[181]
- Franz Salmhofer (1900–1975, Komponist und Operndirektor) wohnte in der Prinz-Eugen-Straße 68.[182]
- Karl Sarg (1832–1895, Inhaber der Firma F. A. Sarg’s Sohn & Co.) lebte und starb in seinem 1873 von Heinrich Claus errichteten Mietwohnhaus in der Schwindgasse 7.[183]
- Emanuel Schikaneder (1751–1812, Schauspieler, Sänger, Regisseur, Dichter und Theaterdirektor) logierte 1797 im Freihaus auf der Wieden (5. Hof, 23. Stiege, 2. Stock);[184] 1791 wurde im dortigen Freihaustheater Mozarts Die Zauberflöte mit seinem Libretto uraufgeführt. (Majolikarelief Papageno von H. Revy (1937) an der Ecke Operngasse/Faulmanngasse)
- Moritz Schlick (1882–1936, Physiker und Philosoph) lebte von 1922 bis zu seiner Ermordung 1936 in der Prinz-Eugen-Straße 68. (Gedenktafel)
- Franz Schubert (1797–1828, Komponist) lebte zuletzt bei seinem Bruder Ferdinand im Haus Kettenbrückengasse 6, wo er auch starb.[185] (Gedenktafel, enthüllt 1869)
- Karl Schumann (1827–1898, Architekt) wohnte 1877 in der Technikerstraße 3,[186] 1878 bis 1882 in der Heugasse (heute Prinz-Eugen-Straße) 6[187] und danach bis zu seinem Tod in der Taubstummengasse 6.[188]
- Jean Sibelius (1875–1959, Komponist) wohnte während seiner Studienzeit in Wien 1890/91 in der Waaggasse 1. (Gedenktafel)[189]
- Simon von Stampfer (1790–1864, Mathematiker, Naturforscher, Geodät) wohnte und starb im Haus Taubstummengasse 3.[190]
- August Stauda (1861–1928, Fotograf) hatte seine Wohnungen und Ateliers in der Schleifmühlgasse 5 (ab 1886), Wienstraße (heute Rechte Wienzeile) 29 (1910/11) und ab 1911 am Favoritenplatz (heute Südtiroler Platz) 7.[191]
- Matthias Paulus Steindl (1761–1828, römisch-katholischer Bischof) wurde in der damaligen Vorstadt Wieden geboren.
- Richard Stöhr (1874–1967, Musiktheoretiker) lebte von 1911 bis zu seiner Vertreibung 1939 in der Karolinengasse 14. (Gedenktafel)
- Adele Strauß (1856–1930, dritte Ehefrau von Johann Strauss Sohn) übersiedelte 1900 nach dem Verkauf des Palais[192] in der Johann-Strauß-Gasse 4[193] in die Gußhausstraße 12.[194]
- Johann Strauss Sohn (1825–1899, Komponist und Kapellmeister) ließ sich 1876–78 in der Igelgasse 4 (heute Johann-Strauß-Gasse 4–6) sein Palais errichten, das er bis zu seinem Tod bewohnte.[192] (Ehemalige Gedenktafel (1900–1944) und Gedenktafel seit 1967)
- Richard Strauss (1864–1949, Komponist) wohnte während seiner Zeit als Direktor des Operntheaters 1919 bis 1925 im Haus Mozartgasse 4, bevor er in sein Haus in der Jacquingasse 8–10 übersiedelte. (Gedenktafel)
- Karol Szymanowski (1882–1937, Komponist) wohnte von 1911 bis 1913 in der Argentinierstraße 4–6. (Gedenktafel)
- Victor Tilgner (1844–1896, Bildhauer) wohnte bis 1882 in der Margaretenstraße 6,[195] danach in der Wohllebengasse, ab 1883 auf Nr. 3[196] und ab 1890 auf Nr. 1, wo er auch starb.[197]
- Edith Tudor-Hart (1908–1973, Fotografin und Agentin) lebte in der elterlichen Wohnung zuerst in Favoriten[198] und später in der Petzvalgasse 4.[199]

- Ernst Wahliss (1837–1900, Porzellanwarenfabrikant) wohnte ab 1874 in der Unteren Alleegasse (heute Argentinierstraße) 21.[200] 1882 ließ er dort für sich und seine Familie das Wahlisspalais[201] erbauen.
- Camillo Walzel (Pseudonym F. Zell; 1829–1895, Librettist und Theaterdirektor) war an folgenden Anschriften wohnhaft: ab 1882: Schwindgasse 5,[202] ab 1888: Resselgasse 5,[203] ab 1892: Mayerhofgasse 11,[204] ab 1893: Wiedner Hauptstraße 51;[205] er starb in seiner letzten Wohnung in der Anton-Burg-Gasse 4.[206]
- Karl Wessely (1860–1931, Philologe und Leiter der Papyrussammlung der ÖNB) war zuletzt in der Karolinengasse 3 wohnhaft.[207]
- Mitglieder der Familie Wittgenstein (u. a. Karl, Margarethe, Paul, Ludwig) wohnten im Palais Wittgenstein, Argentinierstraße 16.[208]
- Else Wohlgemuth (1881–1972, Schauspielerin) starb in ihrer Wohnung in der Argentinierstraße 8.[209]
- Hugo Wolf (1860–1903, Komponist) wohnte auf der Wieden an mehreren Adressen, u. a. im Winter 1876/77 im Haus Margaretenstraße 7,[210] 1878 in der Floragasse 7[211] und ab 1896 in der Schwindgasse 3.[212] (Gedenktafel)
- Stefan Zweig (1881–1942, Schriftsteller) wohnte während seiner Studienzeit u. a. auch in der Frankenberggasse 9.[213]

## Filme
- Meine Wieden; Dokumentation von Chico Klein, Österreich 2015[214]